# Alexander Brener
Alexander Davidovič Brener (oroszul: Александр Бренер; Alma-Ata, 1957 –) orosz-zsidó performanszművész. Performanszai közé tartozik, hogy megrongálta Vincent van Gogh festményét a Moszkvai Szépművészeti Múzeumban, valamint a nevéhez fűződik a szex az utcákon és egyéb vandál művészeti tevékenység.
1997-ben letartóztatták, mert egy zöld dollárjelet festett Kazimir Malevich festményére, a Szupermatizmusra. A börtönben így magyarázta tettét:
| „        | A kereszt a szenvedés jelképe, a dollárjel a kereskedelemé. Jézus Krisztus tanításai humanitárius szempontból fontosabbak, mint a pénzé. Amit tettem, azzal nem a festménynek akartam ártani – tettemet úgy tekintem, mint párbeszédet Malewitzcel. | ” |
| – Brener | |   |

Börtönbüntetésre ítélték, a börtönben megírta obosani pistolet című művét, melyben elmagyarázza hitét és összefoglalja tetteit.
Barbara Schurzcal együtt írta a BUKAKA SPAT HERE, Tattoos auf Gefängnissen és a Anti technologies of resistance című műveket.